# 吻鮈
吻鮈（学名：Rhinogobio typus）为輻鰭魚綱鯉形目鲤科吻鮈屬的鱼类，俗名黄鰍、篙竿钻、大眼巴鱼、蛇条，是中国的特有物种。分布于长江、闽江水系等。该物种的模式产地在长江。體長可達25公分。

## 扩展阅读
維基物種上的相關：吻鮈